# Eremanthus goyazensis
Eremanthus goyazensis là một loài thực vật có hoa trong họ Cúc. Loài này được (Gardner) Sch.Bip. mô tả khoa học đầu tiên năm 1861.